# Verbó (Nagyszombati kerület)
Verbó (szlovákul Vrbové) város Szlovákiában, a Nagyszombati kerületben, a Pöstyéni járásban.

## Fekvése

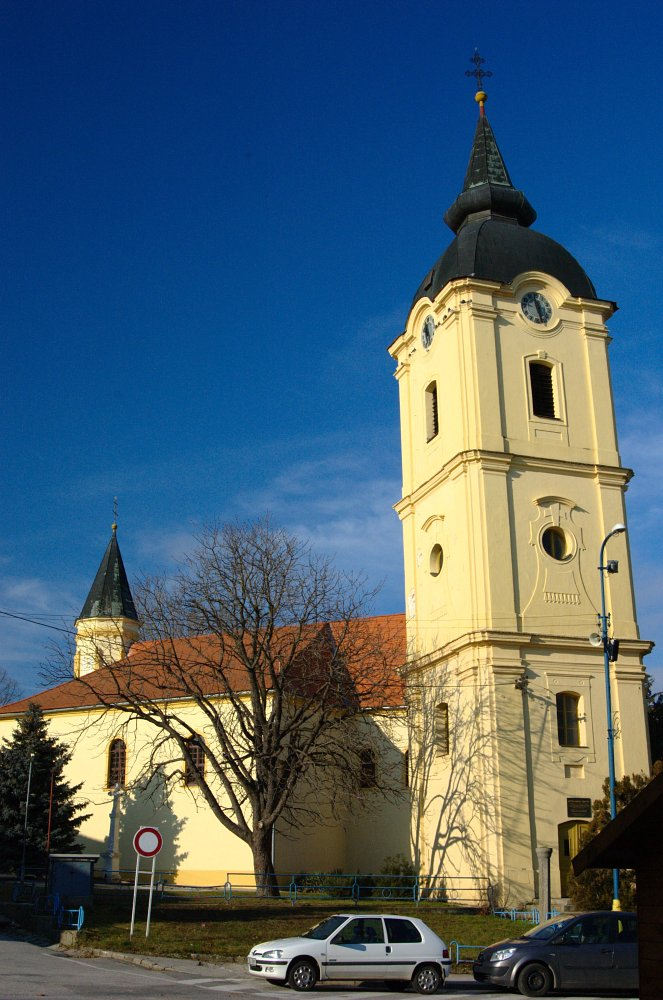
A ferde torony

Pöstyéntől 10 km-re északnyugatra fekszik.

## Története
Verbó első írásos említése az 1332 és 1337 között kelt pápai tizedjegyzékben történt, amikor egyházát „Ecclesia Sancti Martini” néven említik. Verbó a 14. században már oppidiumként, azaz mezővárosként tűnik fel. Csejte várának uradalmához tartozott. 1437-ben Zsigmond király mentesítette a vám és harmincad fizetésének kötelezettsége alól. A fontos kereskedelmi utak csomópontjában fekvésének és kiváltságainak köszönhetően a város csakhamar a térség gazdasági és kereskedelmi központja lett. 1599-ben török-tatár hadak támadták meg és sok lakost öltek meg vagy hurcoltak fogságba. A török támadás 1663-ban újra megismétlődött, ekkor ismét sok lakost hurcoltak el. 1696-ban I. Lipót császár kiterjesztette a település vásártartási jogát, ettől kezdve évi hat vásárt tarthatott. 1829-től a vásárok száma nyolcra bővült. Az itteni vásárok messze földön híresek voltak, még Morvaországból is jöttek kereskedők. A 19. század végéig a szőlőtermesztés is nagy szerepet játszott a város életében.
Vályi András szerint „VERBÓ. Verbove, Urban. Tót Mezőváros Nyitra Várm. földes Urai Gr. Erdődy, és több Urak, lakosai katolikusok, fekszik Szénásfaluhoz 2 1/4 mértföldnyire; Ispotállya is van, réttye, földgye jó, szőleji tágasak, és termékenyek, borait könnyen helyben is eladhattyák, makkja, és fája is van, legelője elég.”
Fényes Elek szerint „Verbó, Nyitra m. tót m.v., Pőstyénhez nyugotra 1 órányira ut. p. N. Szombatról Vágh-Ujhelyre vivő országutban, a Fejér hegyek alatt. Számlál 2084 kath., 347 evang., 6 ref., 2 óhitü, 612 zsidó lak. Kath. és evang. anyaszentegyházak, synagóga. Hetivásárai gabonára nézve hiresek, s ezzel nem csekély kereskedést folytatnak, ezenkivül a számos posztósok nagy mennyiségü kék és fejér durva paraszt-posztót készitenek. Határa fejér homokos, de jól mivelt; bora sok. F. u. a csejthei uradalom.”

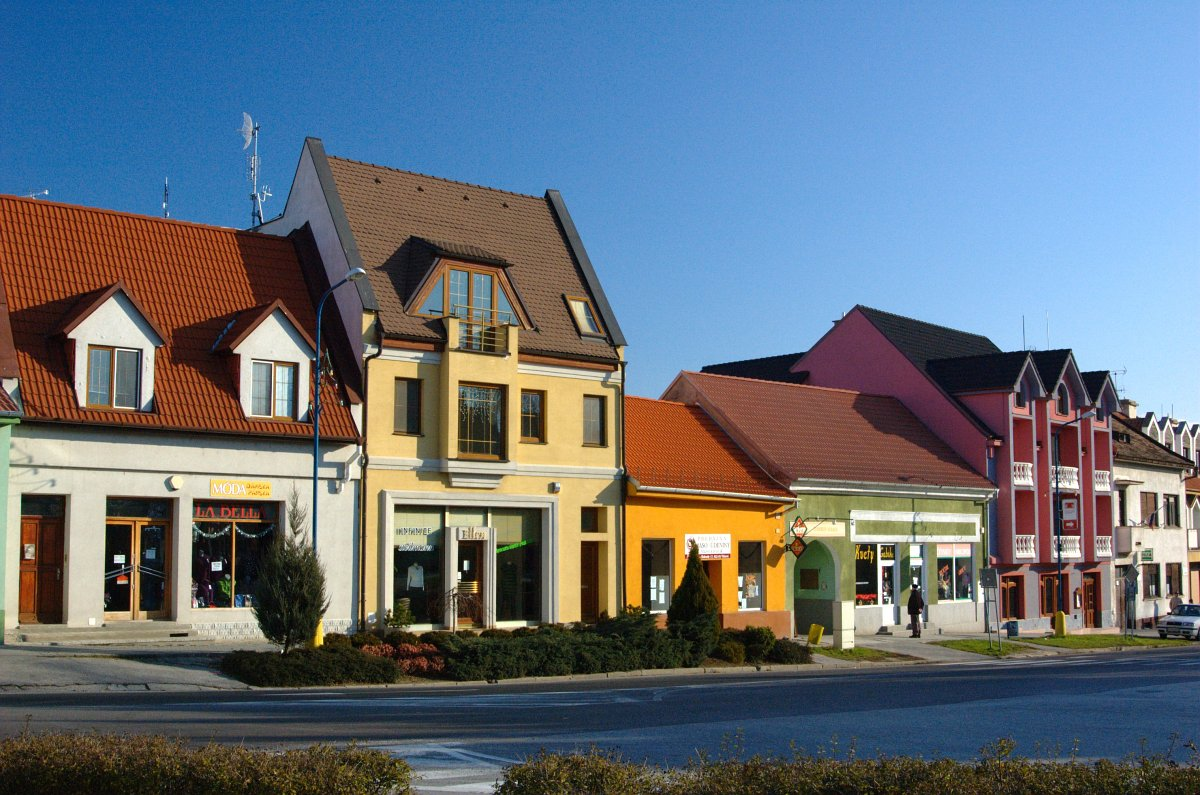
A városközpont részlete

Nyitra vármegye monográfiája szerint „Verbó, nagyközség, a Kis-Kárpátokhoz tartozó Velkopecz nevű hegy közelében, Pöstyéntől nyugotra, 12 kilométerre. Lakosainak száma 4645, kik közt 246 magyar, 972 német, 3408 tót; vallásra nézve 1975 r. kath., 1534 ág. evangelikus, 1135 izraelita. Posta és táviró van helyben, vasúti állomása Pöstyén. Verbó a XIV. század végétől a XV. század közepéig Csejte várának tartozéka volt. Zsigmond királynak egy 1437-ből származó oklevele szerint különféle kiváltságokat nyert. Ezeket később Mátyás király és Ferdinánd király megerősítették. Verbó neve egyes régi okiratokban Varbónak van írva, mig egy 1437-iki Zsigmond korabeli oklevél »Warb«-nak nevezi. Csejte mezővárosnak 1568. évi urbariumában Verbó már mint mezőváros szerepel. A község egyike a Vágvölgy legélénkebb forgalmu helyeinek. Négy országút találkozik ott, melyek mindegyike fontos közlekedési vonal. Rendkívül hosszu főutczája közepe táján bővül ki a főtérre, mely körül csinos, modern épületek sorakoznak. Itt áll a város régi csúcsives kath. temploma és külön álló tornya is. E templom egyike a legrégiebbeknek. Építési ideje ismeretlen, de 1520-ban már mint régóta fennálló templomról van említés téve. Kegyura báró Springer Alfréd Gusztáv, kinek itt nagyobb kiterjedésü birtoka van. Ág. ev. temploma 1784-ben épült. Az izraelitáknak az egész vármegyében itt van a legszebb zsinagógájuk, melyet 1883-ban építtettek. A község két izben volt harcz szinhelye; először 1599-ben a törökök alatt, másodszor a Rákóczy-féle felkelés alkalmával. 1815-ben felhőszakadás pusztított a városban, melynek alacsonyan fekvő részein a házakat romba döntötte és emberéletben is kárt okozott. A községházán néhány Verbóra vonatkozó kiváltságlevelet őriznek I. Lipót és I. Ferencz királyoktól. A községnek több vastartalmu forrása van, melyeket azonban csupán a lakosok használnak. Élénk társadalmi, kereskedelmi és ipari életéről bizonyságot tesznek az itt fennálló különféle testületek. Van itt olvasó-egylet, gyermekbarát-egyesület, Montefiore-egylet, önsegélyző-társulat, takarékpénztár, iparegyesület, kereskedelmi csarnok és önkéntes tűzoltó-egylet; azonkívül egy szeszgyár. Földesurai a Szélessyek, az Erdődyek, Forgáchok, Nádasdyak, Zayak és Csákyak voltak. Verbón született 1741-ben gróf Benyovszky Móricz.”

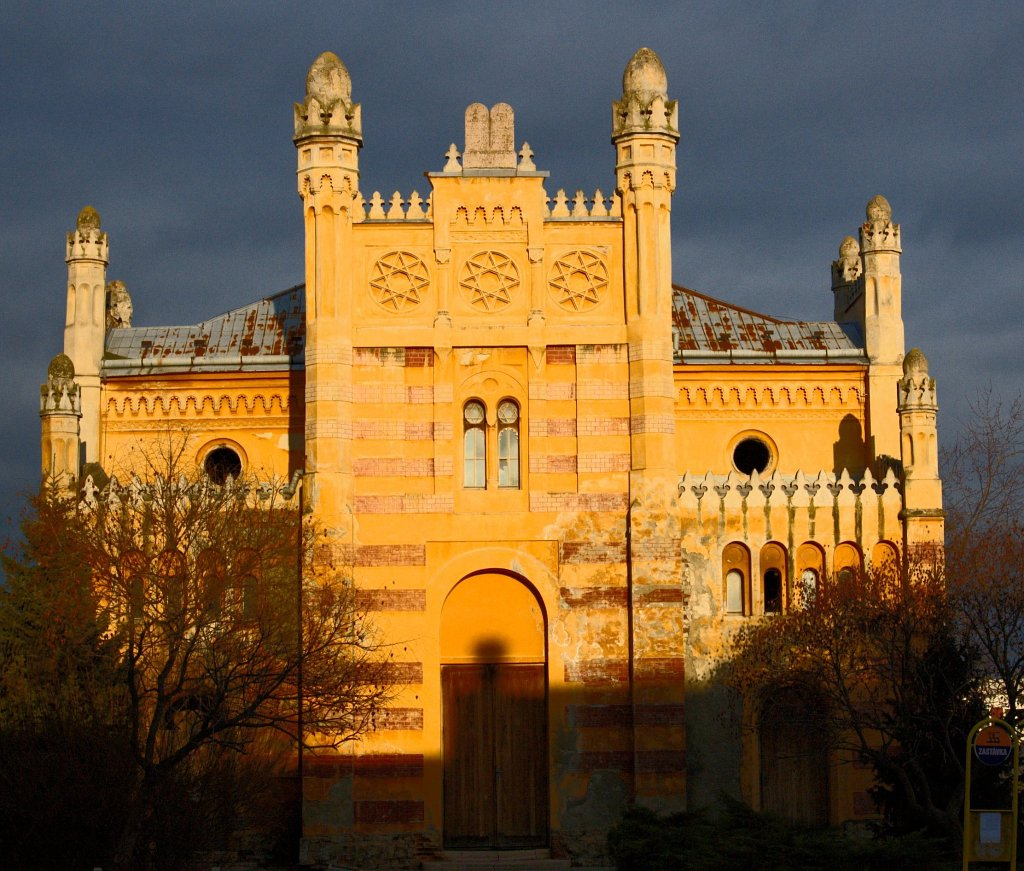
A zsinagóga

A trianoni békeszerződésig Nyitra vármegye Vágújhelyi járásához tartozott.

## Népessége
| Év:            | 1994. | 2004.   | 2014.   | 2024.   |
| -------------- | ----- | ------- | ------- | ------- |
| Emberek száma: | 6162  | 6300    | 6091    | 5554    |
| Eltérés:       |       | +2,23 % | -3,31 % | -8,81 % |

| Év:            | 2023. | 2024.   |
| -------------- | ----- | ------- |
| Emberek száma: | 5597  | 5554    |
| Eltérés:       |       | -0,76 % |

1880-ban 4668 lakosából 3228 szlovák, 1185 német és 99 magyar anyanyelvű. Ebből 2201 római katolikus, 1303 izraelita és 1164 evangélikus vallású volt.
1890-ben 4645 lakosából 3408 szlovák, 972 német és 246 magyar anyanyelvű. Ebből 1975 római katolikus, 1534 evangélikus és 1135 izraelita vallású volt.
1900-ban 4686 lakosából 3662 szlovák, 880 német és 131 magyar anyanyelvű. Ebből 2154 római katolikus, 1617 evangélikus és 914 izraelita vallású volt.
1910-ben 4808 lakosából 3711 szlovák, 727 német és 345 magyar anyanyelvű. Ebből 2220 római katolikus, 1639 evangélikus és 944 izraelita vallású volt.
1921-ben 4617 lakosából 3999 csehszlovák, 588 zsidó, 12 külföldi, 10 magyar, 6 német és 2 egyéb nemzetiségű. Ebből 2274 római katolikus, 1624 evangélikus és 704 izraelita vallású volt.
1930-ban 4856 lakosából 4346 csehszlovák, 397 zsidó, 51 állampolgárság nélküli, 40 egyéb, 12 magyar és 10 német nemzetiségű volt. Ebből 2599 római katolikus, 1620 evangélikus és 600 izraelita vallású volt.
1991-ben 6319 lakosából 6253 szlovák, 53 cseh és 2 magyar volt.
2001-ben 6249 lakosából 6171 szlovák, 37 cseh, 7 magyar, 5 cigány, 4 morva és 18 azonosítatlan nemzetiségű volt.
2011-ben 6263 lakosából 5692 szlovák, 29 cseh, 4 magyar, 3 német és 522 azonosítatlan nemzetiségű.

## Nevezetességei
- Szent Márton tiszteletére szentelt római katolikus temploma a 14. században épült gótikus stílusban, de valószínűleg ezen a helyen már a 12. században is templom állt. A templomot az 1332 és 1337 között kelt pápai tizedjegyzék már említi. A feljegyzések szerint a mai templom építése 1397-ben kezdődött. 1452-ben tűzvész pusztította, majd az 1599-es török támadásban is leégett. A 15. században északi, a 18. században déli mellékhajóval bővítették. Apostolszobrokkal díszített szószéke a 17. század végén készült. A főhajó boltozatán a Szentháromság régi falképe látható. Az északi főhajó végében egyedülálló mozgó betlehem található.
- A Ferde harangtorony a Szent Márton-templom közelében áll, magassága 188 m. 1832 és 1835 között építették. A torony dőlése 1930-tól egy nagy esőzést követően egyre nagyobb mértékű lett, 1997-ben 70–75 cm-nek mérték, de 2000-re a kereszt magasságában már elérte a 99 cm-t (kereszt nélkül a 85 cm-t).
- A zsinagóga 1882 és 1883 között épült mór stílusban. A városban a 17. század óta él zsidó közösség. 1683-ban a számuk már meghaladta a kétszázat. A zsinagógát 1942-ben zárták be, azóta istentiszteletre nem használják. Gabonaraktár, később a Trikota textilüzeme működött benne.

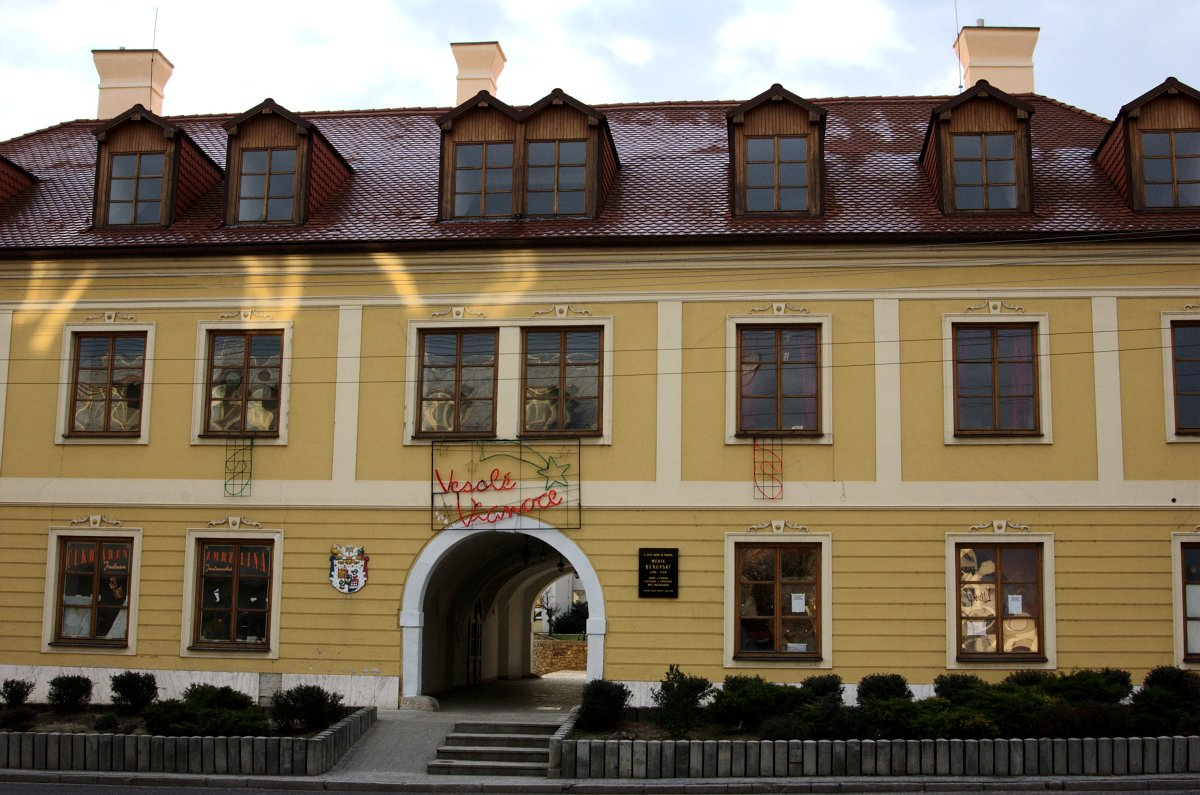
A Benyovszky-kúria

- Benyovszky Móric kúriája a Szabadság tér és a Benyovszky utca sarkán álló, mai formájában 19. századi épület. A hagyomány szerint itt töltötte fiatalkorát a heves természetű gróf, akinek emlékirataiból Jókai regényt írt. 1873-tól itt működött az első szlovák bank. 1908-óta emléktáblával van megjelölve. 1998-ig a városi könyvtár működött benne, azonban az épület rossz állapota miatt ki kellett költöztetni. Azóta az épületet rendbehozták.
- Az evangélikus temploma 1784-ben épült, tornyát 1928-ban építették a régi, 1835-ben épített torony helyett, melyet 1896-ban dőlése miatt kellett lebontani.
- A XI. Pius kolostort a verbói születésű Jantausch Pál építtette a premontrei rendnek 1930 és 1932 között. Kápolnája a Szűzanya tiszteletére van szentelve. Itt helyezték el 1948-ban az alapító szarkofágját is. A szomszédos iskolaépület 1939-ben készült el.
- A Szent Gorazd tiszteletére szentelt templomot 1992 és 1997 között építették. Alapkövét II. János Pál pápa áldotta meg első szlovákiai látogatása során.

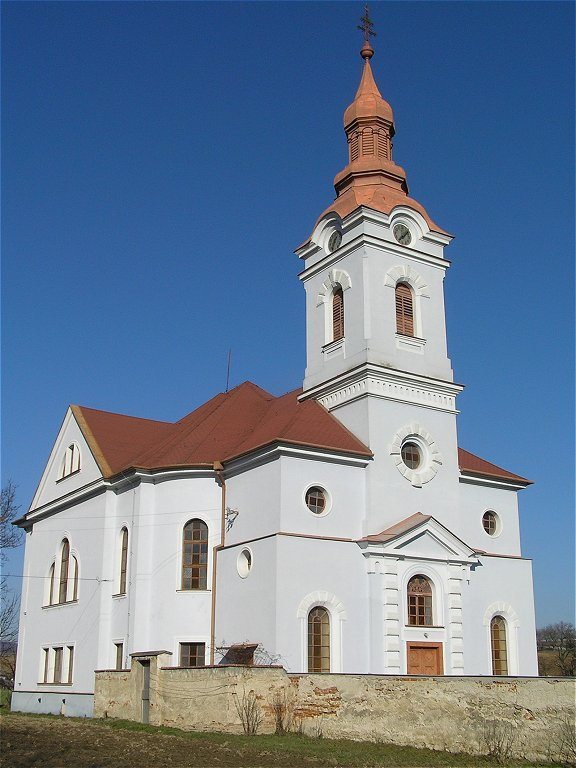
Az evangélikus templom

## Híres szülöttei
- Itt született 1746. szeptember 20-án gróf Benyovszky Móric utazó, akit 1776-ban Madagaszkár királyává koronáztak.
- Itt született 1838. február 24-én Reich Jaakov Koppel budapesti orthodox főrabbi, felsőházi tag.
- Itt született 1843. november 24-én Hoffmann Dávid orthodox rabbi, a Hildesheimer-féle berlini rabbiszeminárium vezetője 1899–1920 között.[6]
- Itt született 1870. június 27-én és itt is nyugszik Jantausch Pál nagyszombati apostoli adminisztrátor.
- Itt született 1873. augusztus 21-én dr. Barta Mór nyelvész, tanár, több tudományos munka és könyv szerzője. A budapesti rabbiszemináriumot végzett, az egyetemen pedig bölcsészetdoktorátust és középiskolai tanári oklevelet nyert, majd Losoncon lett gimnáziumi tanár. Lapokba és folyóiratokba írt tanulmányain kívül önállóan megjelent művei: De dialogo Taciti qui «De Oratoribus» inscribitur (1898); Platen szatirikus drámái (1903); Platen mint drámaköltő (1906); Néhány szó a középiskolai fegyelemről (1906); Sémi eredetű német szavak (1907); Nálunk használatos idegen szavak etimológiája (1909); Népetimológia (1909); A német tolvajnyelv héber argon-elemei (1912); Bibliai kifejezések és közmondások (1913). Ezenkívül kiadta, jegyzetekkel és magyarázatokkal ellátta Goethe Egmontját.
- Itt született 1942. február 26-án Jozef Adamec világbajnoki ezüstérmes labdarúgó, edző.
- Itt hunyt el 1893-ban Ocskay Alajos földbirtokos.

## Külső hivatkozások
- Hivatalos oldal
- E-obce.sk Archiválva 2008. szeptember 20-i dátummal a Wayback Machine-ben
- Községinfó
- Verbó Szlovákia térképén
- Slovakia travel
- Tourist-channel.sk